# Open Your Heart (canción de Europe)
«Open Your Heart» es una canción lanzada por la banda sueca de hard rock Europe. 
Fue publicada dos veces como sencillo: la primera en 1984 como parte del álbum Wings of Tomorrow, y en 1988 se extrajo del álbum Out of This World. 
El video musical de la versión de 1988 fue dirigido por Jean Pellerin y Doug Freel y filmado en Londres, Inglaterra.
Ambas versiones difieren muy sutilmente en varios aspectos: el intermedio de guitarra, su acompañamiento de teclados (mucho más evidentes en 1988) y en un único verso que es distinto:
1984: "Oh girl, before I fall... Maybe the sun will continue to shine, maybe the rain will continue to fall, maybe you want to leave me behind, maybe you'll change and give me a call."
1988: "Before we lose it all... Maybe the time has its own way of healing, maybe it dries the tears in your eyes, but never change the way that I'm feeling, only you can answer my cries."

## Personal

### Versión de 1984
- Joey Tempest − Voz, guitarra acústica, teclados
- John Norum − Guitarra
- John Levén − Bajo
- Tony Reno − Batería

### Versión de 1988
- Joey Tempest − Voz
- Kee Marcello − Guitarra
- John Levén − Bajo
- Mic Michaeli − Teclados
- Ian Haugland − Batería